# Brisbane Roar FC (női csapat)
A Brisbane Roar Football Club labdarúgó csapatának női szakosztályát 2008-ban hozták létre. Az ausztrál női első osztályú bajnokság, az A-League tagja.

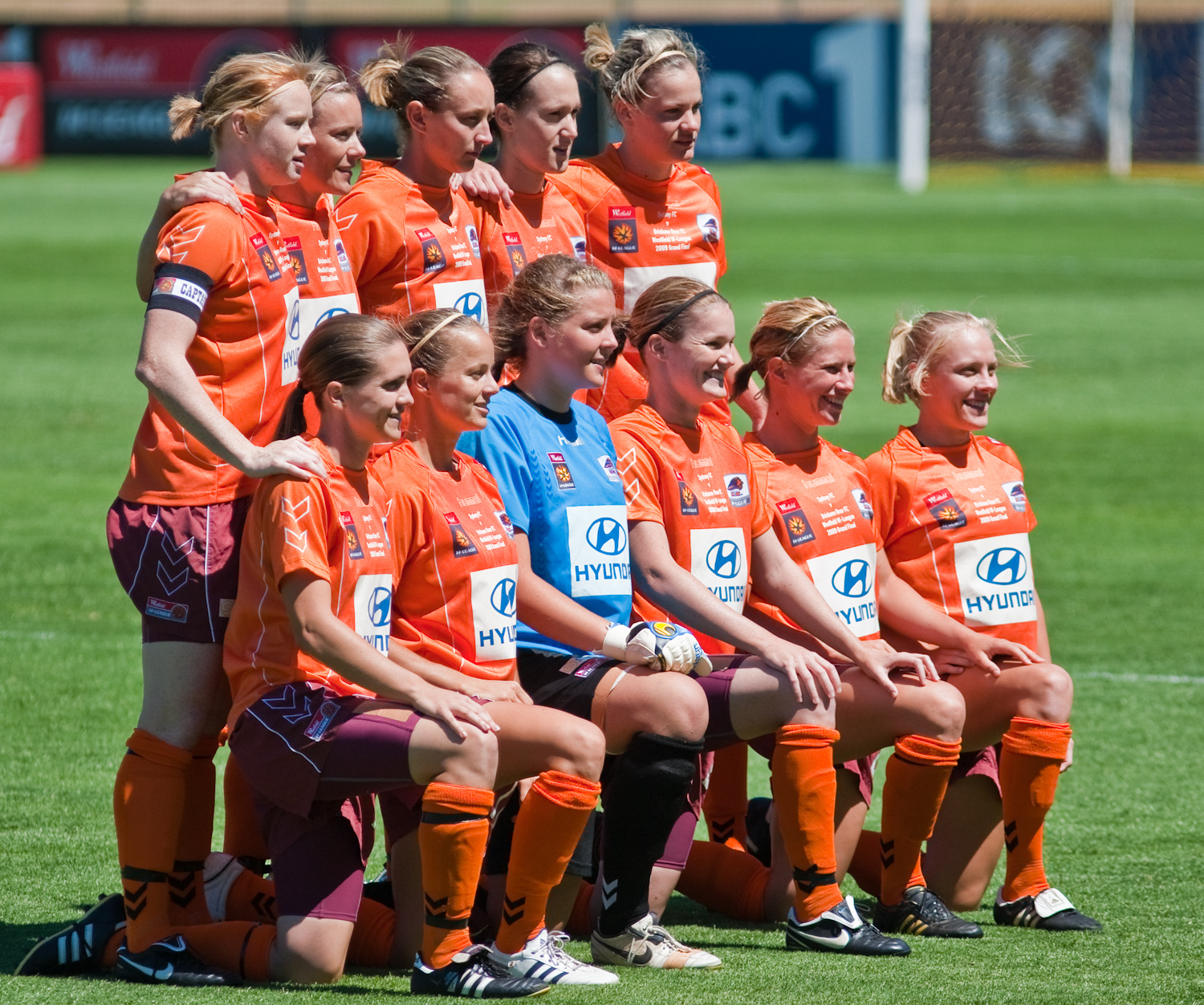
A 2009-es bajnoki rájátszás döntőjében.
Felső sor, balról: Clare Polkinghorne, Joanne Burgess, Karla Reuter, Ellen Beaumont, Lauren Colthorpe
Alsó sor, balról: Lana Harch, Aivi Luik, Casey Dumont, Kate McShea, Elise Kellond-Knight, Tameka Butt

## Játékoskeret
2023. augusztus 22-től
| #  |     | Poszt | Név                   |
| -- | --- | ----- | --------------------- |
| 1  | AUS | K     | Isabella Shuttleworth |
| 21 | AUS | K     | Mia Bailey            |
|    | AUS | K     | Keeley Richards       |
| 2  | AUS | V     | Annabel Haffenden     |
| 5  | AUS | V     | Jamilla Rankin        |
| 6  | AUS | V     | Holly McQueen         |
| 13 | AUS | V     | Tamar Levin           |
| 17 | AUS | V     | Talitha Kramer        |
| 19 | AUS | V     | Hollie Palmer         |
| 23 | SWE | V     | Kajsa Lind            |
|    | AUS | V     | Ruby Cuthbert         |

| #  |     | Poszt | Név                                             |
| -- | --- | ----- | ----------------------------------------------- |
|    | AUS | V     | Jenna McCormick                                 |
| 7  | AUS | KP    | Ayesha Norrie                                   |
| 16 | AUS | KP    | Zara Kruger (kölcsönben a Queensland Lions-tól) |
| 78 | FRA | KP    | Margot Robinne                                  |
| 4  | AUS | CS    | Kijah Stephenson                                |
| 8  | BRA | CS    | Mariel Hecher                                   |
| 11 | AUS | CS    | Sharn Freier                                    |
| 12 | USA | CS    | Shea Connors                                    |
| 20 | AUS | CS    | Georgia Beaumont                                |
| 27 | NZL | CS    | Indiah-Paige Riley                              |
| 31 | AUS | CS    | Aleeah Davern                                   |

## Korábbi híres játékosok
| - Mackenzie Arnold - Ellen Beaumont - Laura Brock - Joanne Burgess - Kim Carroll - Amy Chapman - Lauren Colthorpe - Larissa Crummer - Isobel Dalton - Lisa De Vanna - Casey Dumont - Alicia Ferguson - Emily Gielnik - Katrina Gorry - Lana Harch - Elise Kellond-Knight - Aivi Luik - Anna Margraf - Kate McShea - Teagan Micah | - Clare Polkinghorne - Hayley Raso - Karla Reuter - Kaitlyn Torpey - Jenna Tristram - Cortnee Vine - Tameka Yallop - Celeste Boureille - Haley Kopmeyer - Carson Pickett - Chioma Ubogagu - Nina Frausing-Pedersen - Csong Vai-ki - Nagaszato Júki - Nadine Angerer - Angela Beard - Kennya Cordner - Olivia Chance - Rebekah Stott - Kirsty Yallop |

## Sikerlista
Ausztrál alapszakasz (W-League Premier) győztes (3): 2008–09, 2012–13, 2017–18
 Ausztrál rájátszás (W-League Grand Final) győztes (2):  2008–09, 2010–11